# Музей карикатуры имени Эрика Липиньского
Музей карикатуры имени Эрика Липиньского (пол. Muzeum Karykatury im. Eryka Lipińskiego) — художественный музей в городе Варшава в Польше, собрания которого включают документы, рисунки, картины и фотографии польских и зарубежных авторов на сатирическую тематику (карикатуры). Основан 15 сентября 1978 года. Расположен в здании на Козьей улице.

## История
Основан 15 сентября 1978 года как филиал Литературного музея. Инициатором создания был известный польский журналист, график и сценограф Эрик Липиньский. С 1960-х годов он пытался основать такой музей, сначала, как филиал Национального музея, затем как филиал музея Варшавы. Эрик Липиньский был первым директором музея и занимал эту должность с 1978 по 1991 год. 
Начало собраниям положила частная коллекция Липиньского, которую он собирал, работая одновременно над созданием музея. Первая коллекция состояла из произведений, которые были переданы в дар авторами и владельцами или куплены Липиньским за свой счёт или из средств, пожертвованных ему друзьями. 
Некоторое время музей не имел своего здания, его выставки проходили в галерее сатирического журнала «Шпильки». 
В 1983 году он переехал в здание бывшей оранжереи Дворца примасов на Козьей улице. Получение прав на историческое здание и средств на его ремонт потребовали огромных усилий со стороны Липиньского и его единомышленников. Первая выставка на новом месте прошла 27 октября 1983 года. Одновременно с переездом был упразднён филиальный статус музея — c 1983 года Музей карикатуры является самостоятельным государственным учреждением культуры, финансируемым из государственного бюджета.

## Собрания
В 1983 году в собрания музея входили около двух с половиной тысяч экспонатов. 
В начале XXI века их численность возросла до двадцати тысяч. 
Музейные коллекции включают карикатуры, созданные с XVIII по XXI век, в том числе произведения таких авторов, как Майя Березовская, Юлиан Богданович, Антоний Ходоровский, Даниэль Ходовецкий, Анджей Чехот, Оноре Домье, Ежи Флисак, Казимеж Грус, Ха-Га, Уильям Хогарт, Збигнев Юйка, Шимон Кобылинский, Францишек Костшевский, Збигнев Ленгрен, Эрик Липиньский, Эдуард Луцчин, Анджей Млечко, Ян Пётр Норблин, Анджей Подулка, Юлиуш Пухальский, Щепан Садурский, Генрик Савка, Ежи Заруба, Збигнев Зомецкий и Зигмунт Зарадкевич. Музей организует от пяти (2005) до девяти (2000) выставок в год.